# Відхилений ферзевий гамбіт
Відхилений ферзевий гамбіт — різновид ферзевого гамбіту (шахового дебюту), в якому чорні не приймають жертву пішака с4, а вирішують захистити свого пішака на d5. Зважаючи на те, що жертва не приймається, формально даний різновид не є гамбітом.
Цей захист на початку XX століття був одним з найпопулярніших через панівне тоді переконання, що єдиним способом зрівняти гру чорними є боротьба за центр за допомогою пішаків.
Типовими для даного дебюту є замкнені ферзеві слони завдяки пішаковим конфігураціям: пішаки білих на d4 і e3 сковують можливості розвитку їхнього чорнопольного (ферзевого) слона, а пішаки d5, e6 та іноді c6 — ферзевого слона чорних.

## Варіанти
2…. с6 — Слов'янський захист 

2…. Кс6 — Захист Чигоріна 

2…. Cf5 — варіант Грау 

2…. е6 — відхилений ферзевий гамбіт 

- 3.Kc3
  - 3…Ce7
  - 3…c5 — Захист Тарраша
  - 3…Kf6
    - 4.c4:d5 e6:d5 — Розмінна система
    - 4.Kf3 c5 — Поліпшений захист Тарраша
    - 4.Cg5 Сe7 — Ортодоксальний захист
    - 4… Кbd7 — Захист Пільсбері